# Baldwin (miasto)
Baldwin – miasto w Stanach Zjednoczonych, w stanie Wisconsin, w hrabstwie St. Croix.